# Sint-Antonius van Paduakerk (Veulen)

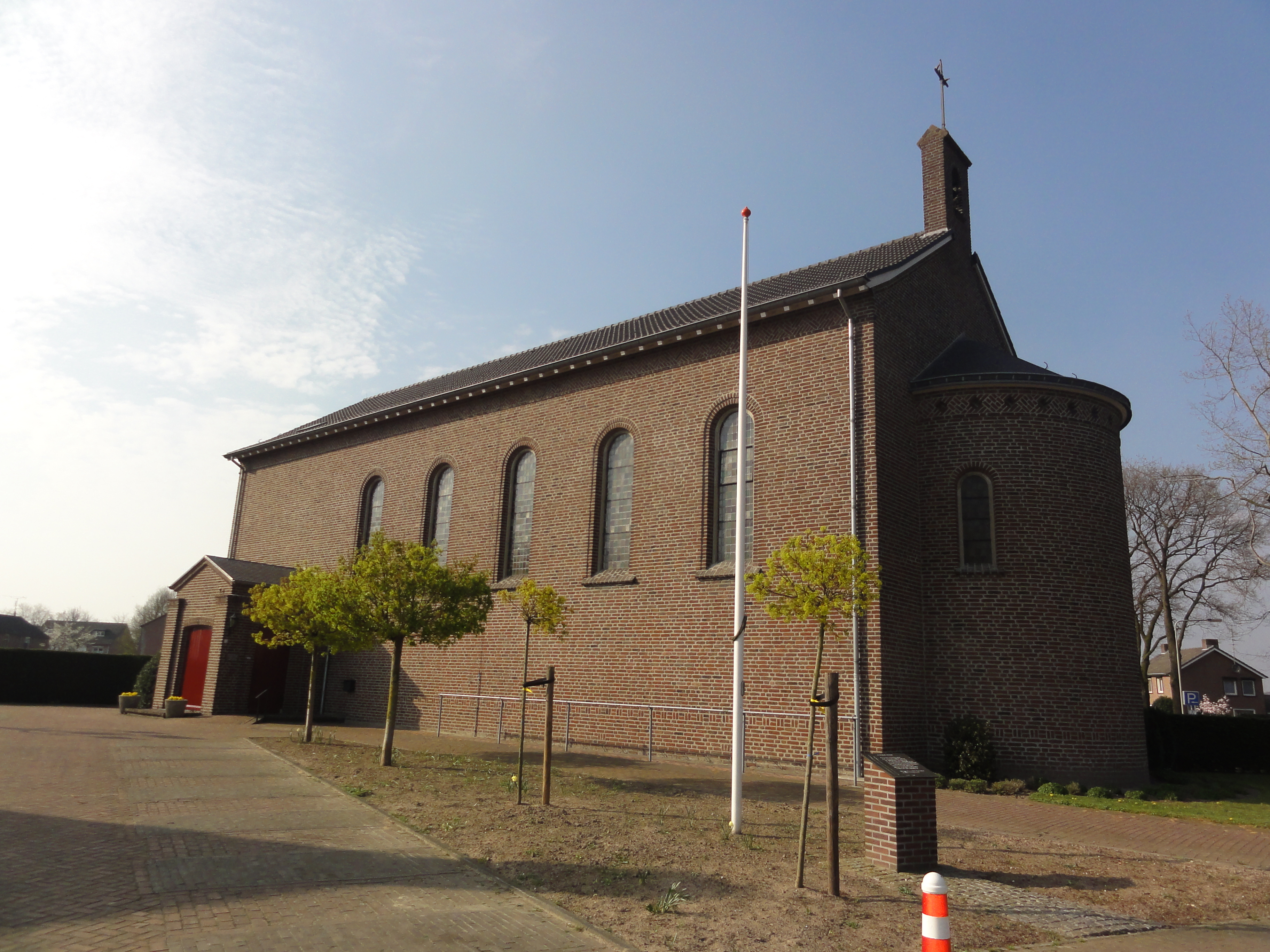
Sint-Antonius van Paduakerk

De Sint-Antonius van Paduakerk is de parochiekerk van Veulen, gelegen aan Veulenseweg 52.
De inwoners van Veulen maakten deel uit van het rectoraat Leunen, maar in 1942 werd een noodkerk ingericht. In 1946 werd Veulen een eigen rectoraat en al spoedig werd besloten een eigen kerk te bouwen. Deze werd in 1949 ingezegend: het was de eerste nieuw gestichte kerk in Nederland ná de Tweede Wereldoorlog. Een probleem was echter dat, in tegenstelling tot de verwachtingen, Veulen niet uitgroeide tot een dorp.
Het gebouw werd ontworpen door A.H.J.M. Vermeulen in traditionalistische, naar vroegchristelijke kerken zwemende stijl. Het betreft een zaalkerk met aan de noordzijde één kleine zijbeuk. Een toren is er niet, slechts een bescheiden dakruiter op het zadeldak. Het is een gesloten baksteenbouw met een lage, halfronde apsis. Het interieur toont een ruimte met hoge lichtvensters en wanden van schoon metselwerk.
De kerk bezit een eenvoudig Verschueren-orgel uit 1960.